# Иво Цветков
Инж. Иво Ценов Цветков е български политик, кмет на Бяла Слатина от 10 ноември 2011 г.

## Биография
Иво Цветков е роден на 28 октомври 1966 г. в Бяла Слатина.